# Gordon (niewolnik)
Gordon znany również jako Whipped Peter (ang. ubiczowany Peter) – był niewolnikiem na plantacji w parafii St. Landry w stanie Luizjana, który uciekł z niewoli w marcu 1863 roku. Zdjęcia Gordona wykonane metodą carte de visite, pokazujące ślady po chłoście, były często wykorzystywane przez abolicjonistów w całych Stanach Zjednoczonych i na arenie międzynarodowej. W 1863 roku zdjęcia ukazały się w artykule o Gordonie w tygodniku Harper’s Weekly, najczęściej czytanym czasopiśmie podczas wojny secesyjnej. Zdjęcia pleców ubiczowanego niewolnika pokazywały mieszkańcom Północy niepodważalne dowody na brutalność niewolnictwa, a wielu tzw. „wolnych Murzynów” (ang. free blacks) z tamtejszych stanów zaciągnęło się do walki po stronie Armii Unii.

## Wojna secesyjna
Gordon dołączył do wojsk Unii jako przewodnik zaledwie trzy miesiące po ogłoszeniu przez Abrahama Lincolna tak zwanej Proklamacji Emancypacji, która umożliwiała rekrutację uwolnionych niewolników do armii.